# 13294 Rockox
13294 Rockox eller 1998 QO105 är en asteroid i huvudbältet som upptäcktes den 25 augusti 1998 av den belgiske astronomen Eric W. Elst vid La Silla-observatoriet. Den är uppkallad efter Nicolaas Rockox.
Asteroiden har en diameter på ungefär 5 kilometer.